# クロンメリン彗星
クロンメリン彗星(英語: 27P/Crommelin)は太陽系の周期彗星である。公転周期が約28年で20年以上200年以下の範囲にあるためハレー型彗星に分類される。1930年に軌道を計算したイギリスの天文学者アンドリュー・クロンメリンの名前にちなんで名付けられた。
1818年2月23日にマルセイユのジャン＝ルイ・ポンによって最初に観測され、悪天候によって中止される2月27日まで継続して観測が続けられた。ヨハン・フランツ・エンケは軌道の計算を試みたが、算出された値には大きな誤差があった。
1872年、ジョン・ハインドは大まかな軌道を計算し、ビエラ彗星の軌道と近いことを発見した。これに基づき、エトムント・ヴァイスは後に、この彗星はビエラ彗星の一部（1806年と1826年の間の未発見だった回帰）であると推定した。
次の観測は、1873年11月10日にマルセイユのジェローム・E・コッジャ、11月11日にストラスブールのフリードリヒ・ヴィネッケによるものだったが、11月16日には再び見失われた。
ヴァイスはこれが1818年のポン彗星の再帰と考えたが、軌道を1つに決定することができなかった。1874年には周期6.98年（8周）か55.82年（1周）、1876年には周期6.20年（9周）か18.61年（3周）か55.82年、最終的に1885年には周期7年か9.3年（6周）か55.8年とした。また、9.3年の場合は1808年9月のポン彗星も同一とした。一方1886年、レオポルド・シュルホフは周期6.20年か55.82年を主張した。
3度目の発見は、1928年11月19日にケープタウンのアレクサンダー・フォーブズによって行われ、11月21日にユニオン天文台のハリー・エドウィン・ウッドによって確認された。ただし、フランスのフラマリオン天文台のFerdinand Quénisset（英語版）が10月25日に撮影した写真に写っていたのが見つかり、軌道計算には用いられた。日本の水沢緯度観測所の山崎正光も1928年10月27日（時差により10月26日とも）に観測していたが、月と雲により11月10日まで観測できない間に、見失われた。
正確な軌道が求まる前に、クロンメリンは、ポン彗星、コッジャ・ヴィネッケ彗星、フォーブズ彗星の軌道の類似を指摘したが、公転周期についてはまだ、55年かその整数分の1とするに留まった。しかし1930年には、1928年10月25日から12月16日までの観測データを元に27.90年の公転周期を決定し、3つの彗星が同一であることを確定させた。この彗星はしばらくポン・コッジャ・ヴィネッケ・フォーブズ彗星と呼ばれていた時期があったが、クロンメリンの死後の1948年（1956年とも）、国際天文学連合によりクロンメリン彗星と改名された。
その後、1956年、1984年、2011年に回帰した。これまで及び今後の近日点通過は以下の通りである。
- 1818年2月6日
- 1845年9月29日 (観測されず)
- 1873年12月2日
- 1901年5月14日 (観測されず)
- 1928年11月4日
- 1956年10月25日
- 1984年2月20日
- 2011年8月3日
- 2039年5月27日
- 2066年7月7日
- 2093年7月4日
- 2120年12月24日